# Бабич Олександр Іванович
Олександр Іванович Бабич (нар. 23 грудня 1972, м. Васильків, Київська область) — український історик, краєзнавець, член Національної спілки краєзнавців України (з 2010 року).

## Біографічні відомості
Народився в місті Василькові Київської області в родині службовців. 1990 року закінчив Васильківську середню загальноосвітню школу № 3, а 1995-го — історичний факультет Київського національного університету імені Тараса Шевченка (відділення Політичної історії).
З вересня 1994 р. по червень 2000 р. працював на посаді вчителя історії загальноосвітньої школи № 3 м. Василькова.
Потім — викладачем історії, викладачем суспільно-політичних дисциплін Васильківської філії ВНЗ ВМУРоЛ «Україна», виконував обов'язки завідувача кафедри «Видавнича справа та редагування» в напрямку журналістики.
З вересня 2010 р. по серпень 2015 р. — старший викладач кафедри журналістики та видавничої справи Інституту журналістики та міжнародних відносин Київського національного університету культури і мистецтв.
З червня 2016 р. — співробітник Національного Києво-Печерського історико-культурного заповідника.

## Праці
Коло наукових інтересів Олександра Бабича — історія Києво-Печерського монастиря, книжкової справи в ньому, історія міста Василькова, церков і фортифікаційних споруд Васильківщини.
Автор близько 30 наукових статей. Співавтор монографій:
- Бабич О., Шекера О. Життя та діяльність Феодосія Печерського. Історичний нарис. — Васильків, 2010. — 135 с.
- Бабич О., Шекера О. Фортифікаційні споруди Василькова кінця Х — середини XVIII століть. — Біла Церква: Вид. Пшонківський О. В.,2012. — 128 с.
- Бабич О., Шекера О. Магдебурзьке право у місті Василькові. — Біла Церква: Вид. Пшонківський О. В., 2016. — 108 с.

Був одним із ініціаторів перевидання праці Сергія Шамрая «Місто Васильків IX—XVIII вв.» (Васильків, 2010). Того ж року ініціював проведення у Василькові науково-краєзнавчих конференцій, що отримали назву «Шамраївські читання».